# Калягин, Александр Яковлевич
Александр Яковлевич Калягин — советский военный деятель, генерал-лейтенант инженерных войск.

## Биография
Родился 18 (31) марта 1900 года в крестьянской семье в селе Солянка Николаевского уезда Самарской губернии. С двухлетнего возраста проживал в селе Липовка Липовской волости того же уезда (ныне — Духовницкий район Саратовской области).

До 12 лет учился в школе, затем начал работать по найму в разных местах. В 14 лет стал учеником фотографа в Саратове.

В 1918 году по объявлению в газете поступил на 1-е Саратовские объединённые командирские курсы. После полугодичного обучения 1 марта 1919 года добровольно вступил в Красную Армию и был назначен командиром взвода пешей разведки в 419-го полка 47-й дивизии РККА.

В 1919—1922 годах участвовал в Гражданской войне, в том числе — в боях с частями генерала Шкуро. В 1920 году вступил в РКП(б).

Впоследствии на командных должностях прошёл путь от командира сапёрного батальона до заместителя начальника инженерных войск Сибирского военного округа.
 
В 1936 году окончил Военно-инженерную академию РККА в Москве.

В 1937—1938 годах являлся старшим военным советником в войсках Национально-революционной армии Китая.

В 1939 году назначен начальником Архангельского (ранее — Борисовского) военно-инженерного училища РККА.

Участвовал в боях с японскими войсками на Халхин-Голе в Монголии, войне с Финляндией зимой 1939-1940 года.
 
В начале Великой Отечественной войны командовал инженерными войсками Брянского фронта. В сентябре 1941 года при разрыве артиллерийского снаряда рядом с командным пунктом во время прорыва немецкой танковой группы получил тяжёлые ранения ног и оказался завален землёй, но через двое суток был найден живым и направлен в госпиталь.

После выздоровления в мае 1942 года получил назначение на должность начальника Главного инженерного управления РККА. Лично инспектировал различные участки фронта для доклада обстановки Верховному главнокомандующему. Руководил организацией инженерного обеспечения советских войск под Сталинградом, Курском, Варшавой и Берлином.
В послевоенные годы занимал должности заместителя командующего Группой советских войск в Германии, заместителя командующего войсками ПВО СССР.
После выхода в отставку в декабре 1959 года занимался литературным творчеством, публиковал журнальные статьи и книги воспоминаний, активно участвовал в военно-патриотической работе с молодёжью, деятельности Общества советско-китайской дружбы.
Умер 2 августа 2000 года в Москве. Похоронен на Хованском кладбище.

## Награды

### СССР
- 2 ордена Ленина (02.04.1943, 21.02.1945); 4 ордена Красного Знамени (22.02.1939, 29.07.1944[1], 03.11.1944[2], 20.06.1949[3]); Орден Кутузова II степени (11.05.1944); Орден Отечественной войны I степени (06.04.1985); Орден Красной Звезды (28.10.1967); Орден «Знак Почёта»;
- медаль «За оборону Москвы», медаль «За оборону Сталинграда», медаль «За победу над Германией в Великой Отечественной войне 1941—1945 гг.», медаль «За победу над Японией», юбилейные медали к 20-й, 30-й, 40-й, 50-й годовщинам Победы в Великой Отечественной войне, 20-й, 30-й, 50-й, 60-й годовщинам Вооружённых Сил СССР, медаль «В память 800-летия Москвы».

### Российской Федерации
- Орден Жукова (1996) — за отличия в руководстве войсками при проведении боевых операций в период Великой Отечественной войны[4].
- Орден Почёта (2000) — за большой вклад в дело патриотического воспитания молодёжи и в связи со 100-летием со дня рождения[5].
- Юбилейная медаль «50 лет Победы в Великой Отечественной войне 1941—1945 гг.» (1995)

### Других государств
- Орден «За заслуги перед Отечеством» I степени (ГДР)
- Орден «Крест Грюнвальда» III степени (Польша, 1945)
- Орден Облаков и Знамени IV степени (Китай)
- Медаль «30 лет Победы над милитаристской Японией» (Монголия, 1976)
- Медаль «60 лет Вооружённым силам МНР» (Монголия, 1985)

## Сочинения
- Калягин А. На дальних подступах к Москве. // Военно-исторический журнал. — 1970. — № 11. — С.73-78.
- Калягин А. Я. По незнакомым дорогам (записки военного советника в Китае). — М.: Главная редакция восточной литературы издательства «Наука», 1978.